# Акопов Артем Тигранович
Акопов Артем Тигранович (нар. 10 квітня 1905, Карс — пом. ?) — український радянський графік.

## Біографія
Народився 10 квітня 1905 року в місті Карсі (нині Туреччина). В 1930 закінчив Київський художній інститут, де вчився зокрема у Антона Середи, Василя Касіяна, Олексія Усачова. 
Брав участь у німецько-радянській війні. Нагороджений орденом Вітчизняної війни II ступеня (6 серпня 1946), медалями «За оборону Кавказу», «За перемогу над Німеччиною», «За бойові заслуги» (21 серпня 1953). Член ВКП(б) з 1944 року. 

## Творчість

«Молодь, опановуй мотоспорт — готуйся до оборони країни»

Працював у галузі плаката, книжкової та рекламної графіки. Серед найкращих його плакатів:
- «Молодь, опановуй мотоспорт — готуйся до оборони країни»;
- «Крізь сльози»;
- «Хліб» (1929—1934).

В період  війни виконав багато карикатур і малюнків для газети «Ленинское знамя».